# 低品質エマルジョン燃料
低品質エマルジョン燃料（ていひんしつエマルジョンねんりょう）は従来の技術で開発された燃焼の悪いエマルジョン燃料をさす。時間の経過とともに油水分離したり、二層化（上層に油の多いエマルジョン燃料、下層に水の多いエマルジョン燃料）して燃焼にむらが出たり失火するエマルジョン燃料をさす。

## 燃焼の悪いエマルジョン燃料
粘性が高い燃料
着火が悪く、ノズルから燃料が垂れたり、未燃焼のまま排ガスと一緒に出てしまう。
油水分離する燃料
比重の関係で油水分離すると上が油、下が水となり燃焼させると下の水の部分で失火する。
二層化する燃料
二層化しても上層と下層の油と水の混合比率がほぼ同じものは品質上問題はないが、一般的には上層に油の多いエマルジョン燃料、下層に水の多いエマルジョン燃料の二層になる場合が多く、下層のエマルジョン燃料の燃焼時に燃焼むらができたり失火することがある。製造してすぐ使用するか攪拌して使用する必要がある。
微粒子化していない燃料
微粒子化していないと空気との接触面積が少なく燃焼が悪い。